# Esztelneki római katolikus templom
Háromszék legkeletibb részén, az Esztelnek-patak partján emelkedik a védőfallal övezett Esztelneki római katolikus templom.
A műemléképületet alacsony védőfala ellenére a székely vártemplomok közé sorolják.

## A templom története
Esztelneket először az 1334-es oklevélben említették Iztulnuk néven. 1567-ben 25 kapuval jegyezték be, 1607-ben Ezthelnek néven szerepelt a korabeli dokumentumokban.
A falu déli részén, az országút mellett álló középkori templomot a hagyomány szerint Losonczi Margit építtette Szent Simon és Júdás tiszteletére a 15. században.
A pápai tizedjegyzék, valamint az északi falon előkerült figurális falfestménytöredékek egy korábbi templom létét igazolják. A részben lebontott egykori  templom helyére építették a gótikus műemléképületet.
Orbán Balázs Székelyföld leírása c. könyve szerint az esztelneki harangot 1567-ben öntötték, ami a torony létét is igazolja.
1635-ben építették a ma is fennálló sekrestyét és a cinteremfal is feltételezhetően 1635 körül készült. A templom belsejét az 1635-ös és 1724-es renoválás alkalmával részben átalakították.
A  kazettás mennyezet 1786-ban készült, amelynek festője Szendrei József volt.
Az 1802. évi földrengéskor a gótikus boltozat megrongálódott, amelyet a későbbiekben sem  állítottak vissza.
A műemléktemplom és a torony első nagyméretű javításra 1819-ben került sor.
1838-ban újabb földrengés sújtotta az épületet, a károkat 1839-ben javították ki.  Ezek a munkálatok jelentősen megváltoztatták a templom külső és belső képét.
A gótikus boltozat téglából készült töredékeit 1958-ban találták meg a feltárt gótikus ablaknyílásban. A diadalívet  ugyancsak 1958-ban szélesítették ki és alakították át félkörívessé.
A szakszerűen helyreállított templomot az 1977-es romániai földrengés ismét megrongálta. A lehullott vakolat alól a hajó déli és északi falán freskótöredékek kerültek elő, amelyeknek keletkezési ideje a   14. századra tehető és a  gelencei falfestményekkel mutatnak rokonságot.
A földrengés okozta károk kijavítását 1978-ban fejezték be.  A jelenlegi déli bejárat bal oldalán  az 1977-ben történt földrengéskor előkerült piros kereszt látható. A fekete keretbe foglalt kereszt valószínűleg a templom felszentelésének jelképe.

## A templom leírása
Az évszázadok során történt renoválások és átalakítások ellenére a templom jellegzetes gótikus elemeket őriz. Ezt a korszakot idézi a poligon záródású, kívülről támpillérekkel erősített  szentély, a déli oldalon álló gótikus ajtókeret, valamint a mérműves ablakrész. A hajó északi részén egyetlen keskeny támpillér található.
A szentély külső oldalán, a  nyugati oromfal sarkait  kettős tagolású faragott vízvetőkkel ellátott átlós pillérek erősítik. A sekrestye az északi falhoz van csatolva.
A déli oldalon befalazva két pálcataggal díszített kő ajtókeret látható. A bejárat előtti portikusz részlegesen eltakar egy befalazott, mérműves gótikus ablakot.
A gótikus ablakok helyén napjainkban nagy köríves ablakok láthatók.
Az egykor megrongálódott boltozatot egyenes záródású vakolt mennyezettel helyettesítették, a diadalívet kiszélesítették és  félkörívesre alakították át.
A szentély előtti köríves diadalíven az alábbi felirat olvasható:
„Positum fuit elrium renovatum 1523 m sursus 1635 et 1724, terrae motu concursum 1802, Reparatum 1819 et 1839 et 1864.”
A templomban található egy csavart bordázattal díszített keresztelőmedence, amelyet archaikus formájából ítélve, a romanika korában faraghattak.
A déli bejárat mellett balkéz felől fekete körben egy piros kereszt látható, amely valószínűleg a templom felszentelésének jelképe. Az 1786-ban készült  kazettás mennyezetet Szendrei József festette.
A jelenlegi harangtorony a szentély mögött részen, az épülettől külön, a várfalon belül áll. A templom északi falának tetején a védelmi emelet nyomai láthatók, amelyek a vártemplom egykori létét igazolják.
A templom külső falán Nagy Mózes-emléktábla és Szacsvay János-síremlék kapott helyet.

## A freskók
A templombelső legfőbb ékessége a hajó déli és északi falán lévő figurális freskótöredék. A javítások során a szentély északi falán is találtak freskótöredéket, amelyen  íves sávval keretezve, egy áldást osztó főpap alakja körvonalazódik. A falkép feliratának néhány betűje mellett a mózesi kőtáblákkal azonosítható töredék is látható.

## A templom várfala
A műemléktemplomot egy keskeny mindössze 70-80 centiméter vastagságú és 3,50 méter magasságú várfal veszi körül. A középkori templom védelmére épített falon kifele szűkülő, keskeny lőrések láthatók.
Az egykor magasabb fallal övezett templomot, a jelenlegi alacsony védőfala ellenére  napjainkban a székely vártemplomok közé sorolják.

## Külső hivatkozások
- Esztelnek  község honlapja
- Esztelnek, helytörténet[halott link]